# Reacción pagana
Reacción pagana es la denominación de los diferentes movimientos religiosos, políticos y culturales que, en distintos momentos históricos, se han propuesto revertir el proceso de cristianización para volver a lo que desde la perspectiva cristiana se denomina paganismo, es decir, la religión en la Antigua Roma tradicional, politeísta, o cualquiera de las religiones precristianas.

## Reacción pagana en Roma

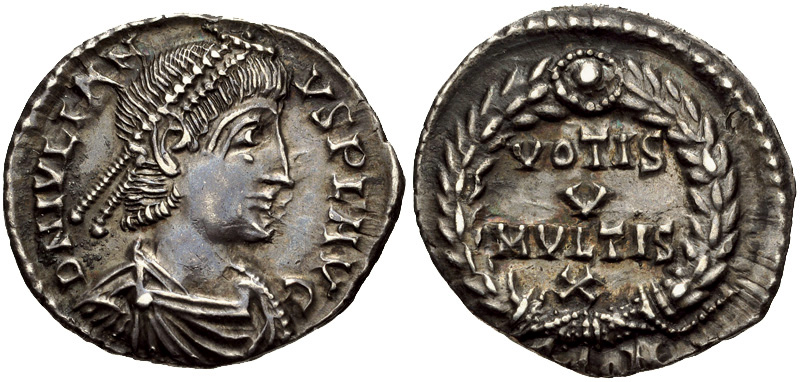
Siliqua de Juliano.

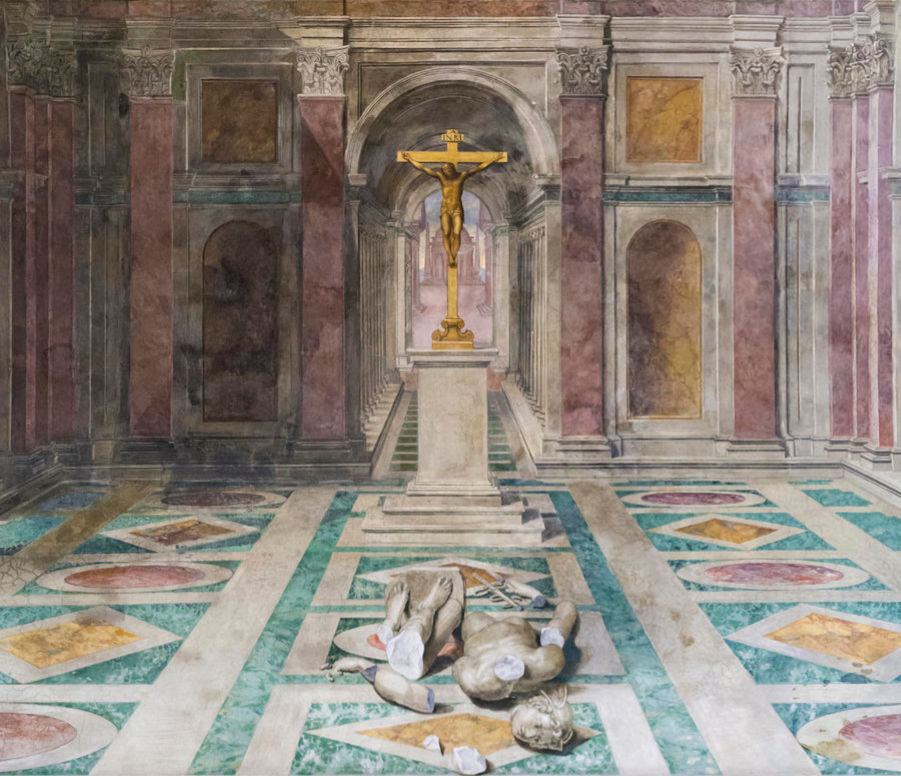
El triunfo de la Cruz sobre los ídolos paganos, de Tommaso Laureti, fresco de las stanze del Vaticano.

Además de la reacción que tanto el "vulgo" como "los intelectuales y personas cultas" tuvieron ante el cristianismo a medida que se fue divulgando durante sus primeros siglos, la reacción pagana en Roma fue protagonizada por el emperador Juliano el Apóstata entre el 361 y el 363. Tras el Edicto de Milán (Constantino I "el Grande", 313), el cristianismo se había expandido en perjuicio de la religión tradicional romana. El intento de Juliano fracasó, y con el Edicto de Tesalónica (Teodosio, 380, simultáneo a las medidas similares que adoptó Graciano el Joven en Occidente) el cristianismo se convirtió en la religión oficial del Imperio. En realidad, lo que se produjo fue un sincretismo entre paganismo y cristianismo, que aprovechó la convergencia de intereses entre las élites de ambas religiones y el poder imperial (tanto si se entiende al emperador como un reflejo terreno de la divinidad solar neoplatónica, cuasi-monoteísta, como si lo era del dios cristiano, que debía imponer al pueblo las leyes sagradas).

## Reacción pagana en Inglaterra
La reacción pagana en Inglaterra fue protagonizada por Eadbaldo de Kent en el año 616, al convertirse en rey tras la muerte de su padre, Ethelberto de Kent, que se había convertido al cristianismo hacia el año 600. Eadbaldo se mantuvo como rey pagano, y dejó de proteger a los clérigos cristianos al menos un año, quizá hasta ocho años, periodo tras el cual accedió a convertirse.

## Reacción pagana en Polonia
La reacción pagana en Polonia se produjo hacia el año 1030.

## Reacción pagana en el Antiguo Régimen
Las prácticas clasificadas como brujería y pactos demoníacos por la Inquisición, que suscitaron una represión especialmente virulenta en el Antiguo Régimen (desde finales de la Edad Media hasta finales de la Edad Moderna); han sido interpretadas antropológica e historiográficamente (de forma discutida, por su relación con el desprestigiado concepto de lo matriarcal) como una pervivencia de algunos cultos precristianos con fuerte peso femenino (los romanos de Diana y otras divinidades femeninas y vinculadas al bosque, o algunos aspectos de la mitología celta).

## Reacción pagana en la Edad Contemporánea
Con el nombre de neopaganismo se conocen algunos intentos de reconstrucción de rituales y otros conceptos vinculados a "lo pagano", muy diferentes entre sí (nordicismo, celtismo, etrusquismo, egipcismo, wicca, satanismo, neo-astrología, neo-alquimia, rosacrucismo, etc.) Desde el siglo XIX y la primera mitad del XX se relacionan con el ámbito del ocultismo y el esoterismo (Helena Blavatsky, Julius Evola, José López Rega, Pierre Plantard), en ciertos casos desde el ámbito político (Thule-Gesellschaft, Ahnenerbe) o vinculados a él desde las teorías de conspiración (conspiración judeo-masónico-comunista-internacional); y desde finales del siglo XX, adaptados a las exigencias de los géneros de gran consumo en la cultura popular, se relacionan genéricamente con el conjunto de movimientos culturales o subculturales denominado new age.
Particularmente la jerarquía católica califica a veces de mentalidad o actitud neopagana (de forma más o menos indistinta o complementaria con otros términos como "secularización", "descristianización" o "poscristianismo") a ciertos aspectos de las mentalidades y el comportamiento social propios de la sociedad industrial y sociedad posindustrial que afectan a la mayor parte de la población de los países occidentales, nominalmente cristianos pero mayoritariamente "no practicantes".